# Maskinskor

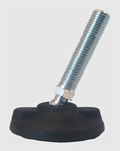
Maskinsko

Maskinskor kallas ibland även för maskinfötter eller ställfötter och används för att få upp exempelvis en svarv, en värmepanna, en ställning eller någon annan anordning ifrån underlaget. Maskinskon består av en gängad tapp som går ner i en platta, i regel gjord av stål eller plast, och finns i regel med eller utan glidskydd.
Att maskinskon har en gängad tapp gör att man kan få anordningen att stå vågrätt även på ett lutande eller ojämnt underlag. Dessa kan då justeras i höjdled.